# Thierry Gale
Thierry Mikael Gale (Bridgetown, 2002. május 1. –) barbadosi válogatott labdarúgó, a Rapid Wien játékosa.

## Pályafutása

### Klubcsapatokban

#### Junior évek
Gyerekkorában a St Leonard's Boys School csapatában játszott a Barbados Secondary Schools Football League-ben (BSSFL). 2014-ben országos bajnoki címet nyert az U14-es csapattal. 2016-ban bajnoki címet és kupagyőzelmet ünnepelhetett az U16-os csapattal, és gólkirály lett a bajnokságban.
2017-ben megismételte ezt a bravúrt, három gólt lőtt (köztük a győztes gólt a döntőben) az U16-os Knockout Kupában, és kilenc góllal vezette a bajnokság góllövőlistáját. Ugyanebben az évben az U19-es bajnokság utolsó játéknapján duplázott, ezzel bebiztosítva a bajnoki címet. Két héttel később az U19-es Knockout Kupa döntőjében gólt szerzett. Kiemelkedő teljesítményéért a hét BSSFL-játékosának választották.
Klubszinten a Pro Shottas Unitedben játszott. 2014-ben az év játékosának választották csapatában. 2017-ben első helyezést ért el az U15-ös csapattal a Guardian Group ifjúsági futballtornán, és megnyerte a torna legjobb játékosának járó díjat is.

#### Budapest Honvéd
2018-ban került a Budapest Honvéd akadémiájára. 2020 júliusában írta alá első profi szerződését a Budapest Honvéddel, augusztus 21-én pedig már az első osztályban is bemutatkozott az MTK Budapest ellen. Első élvonalbeli találatát a Mezőkövesd ellen szerezte 2021. február 6-án.

#### Dila Gori
2022 júliusában a georgiai Dila Gori csapatához igazolt.

#### Rapid Wien
2023. augusztus 29-én az osztrák Rapid Wienhez igazolt, amellyel 2027-ig szóló szerződést írt alá.

### Válogatottban
Többszörös barbadosi utánpótlás-válogatott. A felnőtt válogatottban 2018. március 25-én, 15 évesen debütált egy Bermuda elleni felkészülési mérkőzésen. Első válogatott gólját 2019. szeptember 5-én, Saint-Martin ellen szerezte egy szabadrúgást követően a CONCACAF Nemzetek Ligájában.

#### Mérkőzései a barbadosi válogatottban
| #   | Dátum                | Ellenfél              | Eredmény | Kiírás                   | Esemény                       |
| --- | -------------------- | --------------------- | -------- | ------------------------ | ----------------------------- |
| 1.  | 2018. március 25.    | Bermuda               | 0 – 0    | barátságos mérkőzés      | 90+1'                         |
| 2.  | 2018. június 4.      | Belize                | 0 – 0    | barátságos mérkőzés      | 85'                           |
| 3.  | 2018. augusztus 5.   | Belize                | 0 – 1    | barátságos mérkőzés      | 52'                           |
| 4.  | 2018. augusztus 21.  | Jamaica               | 2 – 2    | barátságos mérkőzés      | 77'                           |
| 5.  | 2019. szeptember 6.  | Saint-Martin          | 4 – 0    | CONCACAF Nemzetek Ligája | 60' 64'                       |
| 6.  | 2019. szeptember 6.  | Kajmán-szigetek       | 2 – 3    | CONCACAF Nemzetek Ligája | 77'                           |
| 7.  | 2021. június 5.      | Dominikai Köztársaság | 1 – 1    | Vb-selejtező             | 65'                           |
| 8.  | 2023. március 24.    | Kuba                  | 0 – 1    | CONCACAF Nemzetek Ligája | 57'                           |
| 9.  | 2023. március 26.    | Antigua és Barbuda    | 2 – 1    | CONCACAF Nemzetek Ligája | 62' 72'                       |
| 10. | 2023. szeptember 9.  | Montserrat            | 2 – 3    | CONCACAF Nemzetek Ligája | 26'                           |
| 11. | 2023. szeptember 12. | Nicaragua             | 1 – 5    | CONCACAF Nemzetek Ligája | 89'                           |
| 12. | 2023. október 14.    | Dominikai Köztársaság | 0 – 5    | CONCACAF Nemzetek Ligája |                               |
| 13. | 2023. október 17.    | Dominikai Köztársaság | 2 – 5    | CONCACAF Nemzetek Ligája | 10' (11-esből) 66' (11-esből) |

## Statisztika
2021. május 9-én frissítve.
| Klub            | Szezon | Bajnokság | Bajnokság | Kupa  | Kupa  | Nemzetközi | Nemzetközi | Összesen | Összesen |
| Klub            | Szezon | Mérk.     | Gólok     | Mérk. | Gólok | Mérk.      | Gólok      | Mérk.    | Gólok    |
| --------------- | ------ | --------- | --------- | ----- | ----- | ---------- | ---------- | -------- | -------- |
| Budapest Honvéd |        |           |           |       |       |            |            |          |          |
| 2020–21         | 9      | 1         | 3         | 2     | 0     | 0          | 12         | 3        |          |
| Összesen        |        | 9         | 1         | 3     | 2     | 0          | 0          | 12       | 3        |
| Összesen        |        | 9         | 1         | 3     | 2     | 0          | 0          | 12       | 3        |

## Magánélete
Édesapja, Dwayne Gale a 2000-es évek elején a Paradise FC-vel két, a Notre Dame csapatával pedig egy bajnoki címet nyert a Barbadosi Premier League-ben, és két mérkőzésen pályára lépett Barbados válogatottjában.
Kedvenc labdarúgója Cristiano Ronaldo.